# Indigógyerekek
Egyes ezoterikus körök indigógyerekeknek nevezik azokat a gyerekeket, akiknek különleges pszichikai és spirituális képességeket tulajdonítanak. Az indigógyerekek fogalma ezoterikus körökben nagy népszerűségnek örvend, és számos ezoterikus kiadvány és weboldal foglalkozik vele. Mindazonáltal a pszichológia, a pszichiátria és a pedagógia nem támasztják alá ezeket az elképzeléseket, ezért a tudományos vitákban nem jelennek meg.

## Története
Először Nancy Ann Tappe írt róluk 1982-ben megjelent könyvében, az Understanding Your Life Through Colorban. A szerző auralátó, aki az 1970-es évek óta megfigyelt kék, illetve indigó színű aurát. Ma majdnem minden tíz év alatti gyerek ilyen. A fogalmat Lee Carroll és Jan Tober közös könyve (The Indigo Children: The New Kids Have Arrived) tette népszerűvé ezoterikus körökben. Carroll médiumként végzett tevékenysége közben figyelt fel ezekre a gyerekekre. 
Az újabb generációt kristálygyerekeknek és a legújabat szivárványgyerekeknek nevezik.

## Elképzelések
Carroll és Tober szerint az indigógyerekek új, és szokatlan lelki tulajdonságokkal bírnak, mint a nagy önbizalom, és a felsőbbségi tudat. Nehezen kezelhetők: nem fogadnak el maguk fölött tekintélyt, nem bírják a tekintélyelvű nevelést. Nem végzik el azokat a tevékenységeket, amiknek nem látják az értelmét. Nem értik a napi rutinokat sem, a kötött napirend frusztrálja őket. Tanulási és beilleszkedési zavaraik vannak, pedig magas intelligenciájúak, sok az eredeti gondolatuk és lelkileg érettebbek tanáraiknál. Érzékenyek a vegyszerekre.
Az ezoterikusok szerint ezeket a gyerekeket félrediagnosztizálják például Asperger-szindrómával, vagy hiperaktív figyelemzavarral. Ezért azt ajánlják a szülőknek, hogy az orvos által ajánlott módszerek helyett a nevelési stílusukon változtassanak. Az ezoterikus szerzők szerint ezek a gyerekek egy mély spirituális megújulás, az aranykor előhírnökei, ami egy új, hibrid életformát készít elő, ahol az emberi faj telepatikus lénnyé fejlődik.

## Kritikák
Russell Barkley amerikai pszichiáter szerint ezek az ismertetőjelek elég általánosak ahhoz, hogy bárki felismerheti őket saját magán, ezért fellép a Forer-hatás. Másrészt ezek a gyerekek elesnek az egyébként hatékony kezelésektől.
Andreas Fincke és Matthias Pöhlmann teológusok szerint a fogalom erősen optimista, és túlzott reményeket ad a hiperaktív gyerekek szüleinek. Mivel az ezoterikusok elutasítják a hiperaktivitást, mint diagnózist, ezért ők is veszélyt látnak abban, hogy ezek a gyerekek kezelés nélkül maradnak.
Míg az indigógyerek fogalmának hívei átfogó irodalmat mutatnak fel, honlapokat üzemeltetnek, és különféle termékeket, például utazásokat, tanácsadást, és előadásokat kínálnak, addig a kritikák és figyelmeztetések főként a szektaellenes és a szkeptikus irodalomban és honlapokon jelennek meg. Rámutatnak arra, hogy ez már a piacról szól, és hogy a hatóanyagokat, előadásokat és irodalmat tudományos megalapozás nélkül kínálják.

## A kultúrában
- Az Indigo film egy férfi és indigógyerek unokahúga közötti kapcsolatról szól.[14]
- Az Indigo Prophecy számítógépes játékban egy Jade nevű indigógyerek prófétaként lép fel.
- A V is for Vagina albumában a Puscifer együttes az indigógyerekekről is énekel.
- A Watershed együttes egyik éneke az Indigo girl címet viseli.
- Az Indigo Girls együttes már 1995-ben kiadott egy albumot Watershed címmel.